# Ricardo Chavarín
Ricardo Chavarín (* 3. Juli 1951 in Atenguillo, Jalisco), auch bekannt unter dem Spitznamen El Astroboy (nach einer Zeichentrickfigur), ist ein ehemaliger mexikanischer Fußballspieler auf der Position eines Stürmers.

## Laufbahn
Chavarín begann seine Profikarriere 1969 bei seinem Heimatverein Nacional in der zweiten Liga. Nach zwei Jahren bei den Pericos wechselte er 1971 zum Stadtrivalen Atlas, der nach seinem im Sommer 1971 erlittenen Abstieg in der Saison 1971/72 ebenfalls nur in der Segunda División spielte und mit dem ihm der unmittelbare Wiederaufstieg in die Primera División gelang.
Im Laufe der Saison 1975/76 wechselte Chavarín von den Rojinegros zum Nachbarn Universidad de Guadalajara, mit dem er in den Spielzeiten 1975/76 und 1976/77 zweimal in Folge Vizemeister der mexikanischen Liga wurde. Nach seiner aktiven Laufbahn blieb Chavarín dem Universitätsverein für einige Zeit erhalten und arbeitete im Management der Leones Negros. Aktuell betreibt er ein Geschäft für Babyartikel im Stadtzentrum von Guadalajara.
Zwischen 1971 und 1979 bestritt Chavarín insgesamt elf Länderspieleinsätze für die mexikanische Nationalmannschaft  und erzielte seinen einzigen Länderspieltreffer zur 1:0-Pausenführung in einem am 1. August 1975 ausgetragenen Testspiel gegen die Fußballnationalmannschaft der DDR, das 2:3 verloren wurde.

## Trivia
Ricardo Chavarín ist der Schwiegervater des Fußballspielers Mario Méndez, der bei der in Deutschland ausgetragenen Fußball-Weltmeisterschaft 2006 Stammspieler seines Heimatlandes war.
Von der mexikanischen Sportzeitschrift Récord wurde Chavarín in die „beste Atlas-Elf aller Zeiten“ aufgenommen.

## Erfolge
- Mexikanischer Vizemeister: 1976 und 1977 (mit UdeG)
- Meister der Segunda División: 1972 (mit Atlas)